# Другий міський (лівобережний) благочинницький округ Дніпропетровської єпархії УПЦ (МП)
Другий міський (лівобережний) благочинницький округ належить Дніпропетровській єпархії Української православної церкви (МП). Благочиння охоплює 23 храми єпархії на лівобережній стороні міста Дніпро, у його Амур-Нижньодніпровському, Індустріальному й Самарському районах.
Два найстаріші храми благочиння зберіглися за радянської доби:
- храм на честь святителя Миколая на Старій Ігрені, пам'ятник архітектури України № 1079, освячений в 1857 році,
- Свято-Трьохсвятительський храм у Старій Султанівці, побудований в 1912 році.

Решта храмів побудовані в кінці 20 сторіччя, переважно відбудовані на місці храмів, зруйнованих більшовиками.
Майже в кожному храмі з моменту створення громади або будівництва працюють недільні школи для дітей і дорослих.

## Храми другого міського благочиння

### Амур-Нижньодніпровський район
1. Храм Святого праведного Іоанна Кронштадського; Боржом і мікрорайон Лівобережний-2; вулиця Спартака, 87;
2. Свято-Трьохсвятительський храм; Султанівка; Юридична вулиця, 1;
3. Храм ікони Божої Матері "Віфлеємської" РПЦ; Султанівка; Новосамарська вулиця, 6;
4. Свято-Троїцький храм; Березанівка; Передова вулиця, 530г;
5. Свято-Покровський храм; Ломівка; Клубна вулиця, 36; побудований новий Свято-Покровський працями протоієреїв Володимира і його сина Сергія Дітуни у 1996 році;
6. Спасо-Преображенський храм; Кам'янка; Широка вулиця, 227;
7. Свято-Миколаївський храм; Амур-Піски; вулиця Желябова, 31;
8. Храм ікони Божої Матері «Розчулення» і преподобного Серафима Саровського; Мануйлівка; Мануйлівський проспект, 31;
9. Храм Різдва Пресвятої Богородиці; Сахалин і мікрорайон Сонячний; Прогресивна вулиця, 4;

### Індустріальний район
1. Храм Святого мученика Іоанна Воїна; мкрн. Лівобережний-3;
2. Храм Священномученика Ігнатія Богоносця; мкрн. Лівобережний-3; пров. Вільний, 10;
3. Храм Рівноапостольних Константіна і Єлени; Храм Святого Апостола Андрія Первозванного; мкрн. Лівобережний-4; проспект Миру, 81;
4. Храм Святого Архістратига Божого Михаїла (РПЦ); Кучугури; проспект Петра Калнишевського, 46;

### Самарський район
1. Свято-Миколаївський храм; Стара Ігрень; вулиця Виробнича, 4а;
2. Храм Святих царствених мучеників і страстотерпців московського патріархату; Ксенівка; вул. Гайова, 53;
3. Храм ікони Божої Матері «Іверської»; мікрорайон Північний (Вузол); Семафорна вулиця, 60; у сосновому лісі унікальний храмовий комплекс на честь Іверської ікони Божої Матері: зведені каплиця з Іверської іконою Божої Матері, великий храм, нижній боковий вівтар якого присвячений праведним Йоакиму і Анні, а верхній — Іверській іконі Божої Матері;
4. Свято-Духівський храм; Шевченко (Стара Самар); вулиця Кадрова, 66;
5. Свято-Покровський храм; Одинківка; вулиця Максима Рильського, 65а; будівництво величного храму в формі Віфлеємської зірки;
6. Храм Усіх Святих в землі Російській; Одинківка; вулиця Максима Рильського, 65а; храм з дзвіницею і духовно-освітній центр;
7. Храм Святого Апостола і євангеліста Іоанна Богослова; Південний Вузол; вулиця Тероборони, 34д;
8. Храм Святого благовірного Великого князя Олександра Невського; Нова Ігрень; Адлерська вулиця, 29а;
9. Храм ікони Божої Матері "Споручниця грішних"; Придніпровський; Електрична вулиця, 15л.

### Дніпровський район
1. Храм ікони Божої Матері «Призри на смирення» у Слобожанському;
2. Храм преподобних Антонія і Феодосія Києво-Печерських у Слобожанському, вулиця Героїв України, 23;
3. Храм Святителя Іоанна Золотоуста; Золоті Ключі у Слобожанському, вулиця Харківська, 10а.